# Ars subtilior
Ars subtilior ('subtielere kunst' of 'nogal subtiele kunst'), ook wel bekend als maniërisme, is de naam die gegeven wordt aan een muzikale stijl in Europa uit het eind van de 14e eeuw, met name in Frankrijk. Het gebied waar deze stijl tot bloei kwam was gelegen bij de Pyreneeën, zowel vlak ten noorden als vlak ten zuiden. Kenmerkend voor deze stijl was de ritmische complexiteit. Pas in de 20e eeuw zou een dergelijke mate van complexiteit opnieuw bereikt worden. Sommige composities vertonen ook een melodische complexiteit, waarbij verhogingen en verlagingen tot in het extreme worden doorgevoerd.
De Ars subtilior ontwikkelde zich uit de Ars Nova. De muzieknotatie en de uitvoeringspraktijk maakten grote ritmische en harmonische ontwikkelingen door.
De belangrijkste bron voor overgeleverde muziekstukken in deze stijl is de Chantilly Codex.

## Ars subtilior componisten
- Anthonello de Caserta
- Philippus da Caserta, De ma doulour (Mod, f.26v)
- Johannes Ciconia, La flamma del to amor (Lucca, f.54v)
- Baude Cordier, Tout par compas (Rondo-canon)
- Martinus Fabri
- Paolo da Firenze
- Guido de Lange, Dieux gart (Rondo)
- Jehan Simon de Haspre
- Matteo da Perugia
- Matheus de Sancto Johanne
- Jacob Senleches, La harpe de mélodie (chic, f.10)
- Solage, Fumeux fume par fumée (Rondo)
- Trebor
- Antonio Zacara da Teramo
- Anonieme componisten aan het hof van Janus van Cyprus in Nicosia

## Voorbeelden
- Senleches: Fuions de ciⓘ
- Solage: Fumeux fume par fumeeⓘ